# Le Valseur énigmatique
Le Valseur énigmatique (The Lady is Available) est un roman policier de l’écrivain australien Carter Brown publié en 1963 aux États-Unis, et, sous le titre The Lady is Not Available, en Australie. Le livre paraît en France en 1963 dans la Série noire. La traduction, prétendument "de l'américain", est signée G. Louedec. C'est une des nombreuses aventures du lieutenant Al Wheeler, bras droit du shérif Lavers dans la ville californienne fictive de Pine City - la dix-septième traduite en français aux Éditions Gallimard. Le héros est aussi le narrateur.

## Résumé
Gilbert Hardacre, peintre portraitiste a été trouvé lardé de coups de lame ; dans son atelier, une unique toile : un nu féminin de dos, de la nuque aux genoux, sur lequel l'assassin a tracé une croix avec le sang de sa victime. Mme Mayer assure que le peintre travaillait à faire son portrait très classiquement, quoiqu'elle n'ait jamais vu l’œuvre en cours et que ledit portrait soit introuvable. Son mari, expert en pétrole, n'apprécie pas qu'on imagine que sa femme ait pu poser nue, et ses associés ne sont pas plus aimables avec le lieutenant Wheeler. Mais personne n'a d'alibi pour l'heure du crime. Al Wheeler a l'impression que chacun récite un rôle imposé par un metteur en scène, le véritable coupable. Il essaie donc de perturber la représentation.

## Personnages
- Al Wheeler, lieutenant enquêteur au bureau du shérif de Pine City.
- Le shérif Lavers.
- Annabelle Jackson, secrétaire du shérif.
- Doc Murphy, médecin légiste.
- Le sergent Polnik.
- Bella Bertrand, artiste peintre, voisine de la victime.
- Janine Mayer, qui posait pour la victime.
- George Mayer, son mari, de Dekker et Mayer, conseillers en affaires pétrolières.
- Kent Vernon, assistant personnel de George Mayer.
- Hilda Davis, femme de chambre des Mayer.
- Hal Dekker, associé de George Mayer.
- Lambert Pierce, écrivain.

## Édition
- Série noire no 835, 1963,  (ISBN 2070478351). Réédition : Carré noir no 258 (1977),  (ISBN 2070432580).